# Sigloy
Sigloy – miejscowość i gmina we Francji, w Regionie Centralnym, w departamencie Loiret.
Według danych na rok 1990 gminę zamieszkiwało 458 osób, a gęstość zaludnienia wynosiła 48 osób/km² (wśród 1842 gmin Centre, Sigloy plasuje się na 711. miejscu pod względem liczby ludności, natomiast pod względem powierzchni na miejscu 1168.).